# 더럼 보고서
《영국령 북아메리카 문제에 대한 보고서》(영어: Report on the Affairs of British North America)는 캐나다의 형성에 있어서 중요한 영향을 끼친 보고서로, 《더럼 보고서》(Durham Report) 또는 《더럼 경의 보고서》(Lord Durham's Report)로도 잘 알려져 있다. 영국의 휘그당 정치인이었던 제1대 더럼 백작 존 램턴은 1837년~1838년 반란의 원인을 조사하여 이를 보고하기 위해 더 캐나다스에 1838년 파견되었고, 1838년 5월 29일 퀘벡시티에 도착했다. 그는 캐나다의 총독으로 임명된 상황이었고 영국령 북아메리카에 대한 고위관료로써의 특수 지위를 부여받았다.

## 주요 내용
더럼은 어퍼캐나다와 로어캐나다가 하나의 지방으로 합쳐져야 하며, 영국계의 어퍼캐나다가 인구가 더 적음에도 불구하고 두 지역이 동등한 대표를 가져야 한다고 주장했다. 그는 또한 영국에서 캐나다로의 이주를 장려해 프랑스계 캐나다인의 수를 압도해야한다고 보았는데, 이는 프랑스계 캐나다인들이 영국 문회에 동화되기를 희망했기 때문이었다. 1763년 왕립 선언과 1774년 퀘벡 법에 따라 프랑스계 캐나다인들에게 부여된 자유도 폐지되어야 했는데, 더럼 백작은 이를 미래의 반란 가능성을 제거하는 것이었다. 프랑스계 캐나다인은 그들의 종교와 언어를 완전히 버리지는 않아도 되었다.

## 같이 보기
- 캐나다의 역사